# Madonna. Подлинная биография королевы поп-музыки
«Madonna. Подлинная биография королевы поп-музыки» (англ. Madonna: Like an Icon; дословно — «Мадонна: Как икона») — книга в жанре биографии английского публициста Люси О’Брайен о жизни и творчестве американской певицы Мадонны. Книга вышла 27 августа 2007 года в издательстве Bantam Press в Великобритании и 18 октября 2007 года — в издательстве Harper Collins в США. Madonna: Like an Icon повествует о жизни певицы от рождения до выхода её одиннадцатого студийного альбома Hard Candy в 2008 году. О’Брайен, ранее критически относившаяся к творчеству Мадонны, стала её поклонницей, увидев трансляцию концерта во время турне The Virgin Tour 1985 года. С этого момента она пристально следила за карьерой исполнительницы, посещала концерты, собирала интервью, журналы и альбомы. Перевод книги на русский вышел в 2009 году в издательстве «Амфора».
В 2005 году, когда Люси О’Брайен, ранее работавшая обозревателем журнала New Musical Express, решила написать биографию о Мадонне, изначально она хотела сделать книгу о её вкладе в музыку, а не о личной жизни. Это отличалось от подхода остальных биографов Мадонны. Автор взяла интервью у танцоров, хореографов, музыкантов и продюсеров, работавших с Мадонной. Книга получила смешанные отзывы критиков. Они сошлись во мнении, что излишний акцент на дискографию певицы был не обязателен. Вместо этого они желали бы увидеть подробный разбор её личной жизни, дабы биография была более захватывающей.

## Краткое содержание
Биография разделена на три части. Первая часть названа «Крещение». Она повествует о рождении Мадонны, её детстве, учёбе на хореографическом отделении в Детройте и переезде в Нью-Йорк. В ней также детально обсуждаются первые три альбома — Madonna, Like a Virgin and True Blue; брак с актёром Шоном Пенном и первые кинороли. Средняя часть названа «Исповедь». Она начинается с эры альбома Like a Prayer, когда Мадонна стала международной суперзвездой, и заканчивается релизом книги Sex и последовавшим за этим коммерческим спадом. Третья часть называется «Отпущение грехов». Повествование стартует с момента рождения у Мадонны первого ребёнка; потом выхода Ray of Light (1998), последующих четырёх альбомов и концертных туров; браке с Гаем Ричи и скандала, связанного с усыновлением ею ребёнка из Малави. Она заканчивается ожидающимися событиями — выходом альбома Hard Candy и пятидесятилетием певицы в 2008 году.

## История создания
Люси О’Брайен впервые проявила симпатию к Мадонне в 1985 году, когда увидела выступление певицы в рамках турне The Virgin Tour. До этого она считала Мадонну той «никуда не годной поп-пустышкой в лайкровых колготках, извивающейся на венецианской гондоле в клипе „Like a Virgin“» (англ. was that cheesy pop bimbo in lycra, writhing on a Venetian gondola for the 'Like a Virgin' video.) Однако просмотр тура изменил её мнение, и к моменту выхода фильма 1985 года «Отчаянно ищу Сьюзен» Мадонна смогла заслужить восхищение O’Брайен. Автора восхищали её бесстрашие и умение включать в своё творчество сексуальность и альтернативную культуру.
В 2005 году О’Брайен начала писать книгу о Мадонне, где она хотела посмотреть на её жизнь и творчество, так как музыкант приближалась к возрасту пятидесяти лет. Она полагала, что общественность захочет узнать настоящее «я» Мадонны, и сосредоточилась на его поисках. По её словам:
|                                                              | ...the popular negative stereotype about the artist is that of a publicity-hungry, manipulative ball-breaker, while for many woman she is a beacon of feminism. I have always found her work clear and autobiographical, but her personality complex and disarmingly changeable. |  | Существует расхожий стереотип, представляющей Мадонну эдакой женщиной-вамп, в то время как для большинства женщин она является символом феминизма. Её песни внятны и просты, хотя сама она личность сложная и изменчивая. |  |
| Люси О’Брайен «Благодарности» (англ. Introduction), 2007 год | |  | |  |

О’Брайен была в замешательстве: как написать биографию с учётом постоянно меняющегося имиджа Мадонны? Но она обнаружила, что анализ её музыки — полезный метод. Она взяла интервью у танцоров, хореографов, музыкантов и продюсеров, работавших с Мадонной. Во время разговора с ними О’Брайен размышляла о своём собственном детстве и нашла параллели с Мадонной — обе родились в католической семье и постепенно наблюдали подъём феминизма и гей-освобождения. Из интервью она постоянно выносила два образа, пока её «поиск Мадонны не стал невыносимым»: «Там была женщина, которая была безжалостная в собственном движении и груба в соревновании, и там была женщина, которой я никогда раньше не видела — милая, похожая на ребёнка и увлекательная».

## Выход и критика

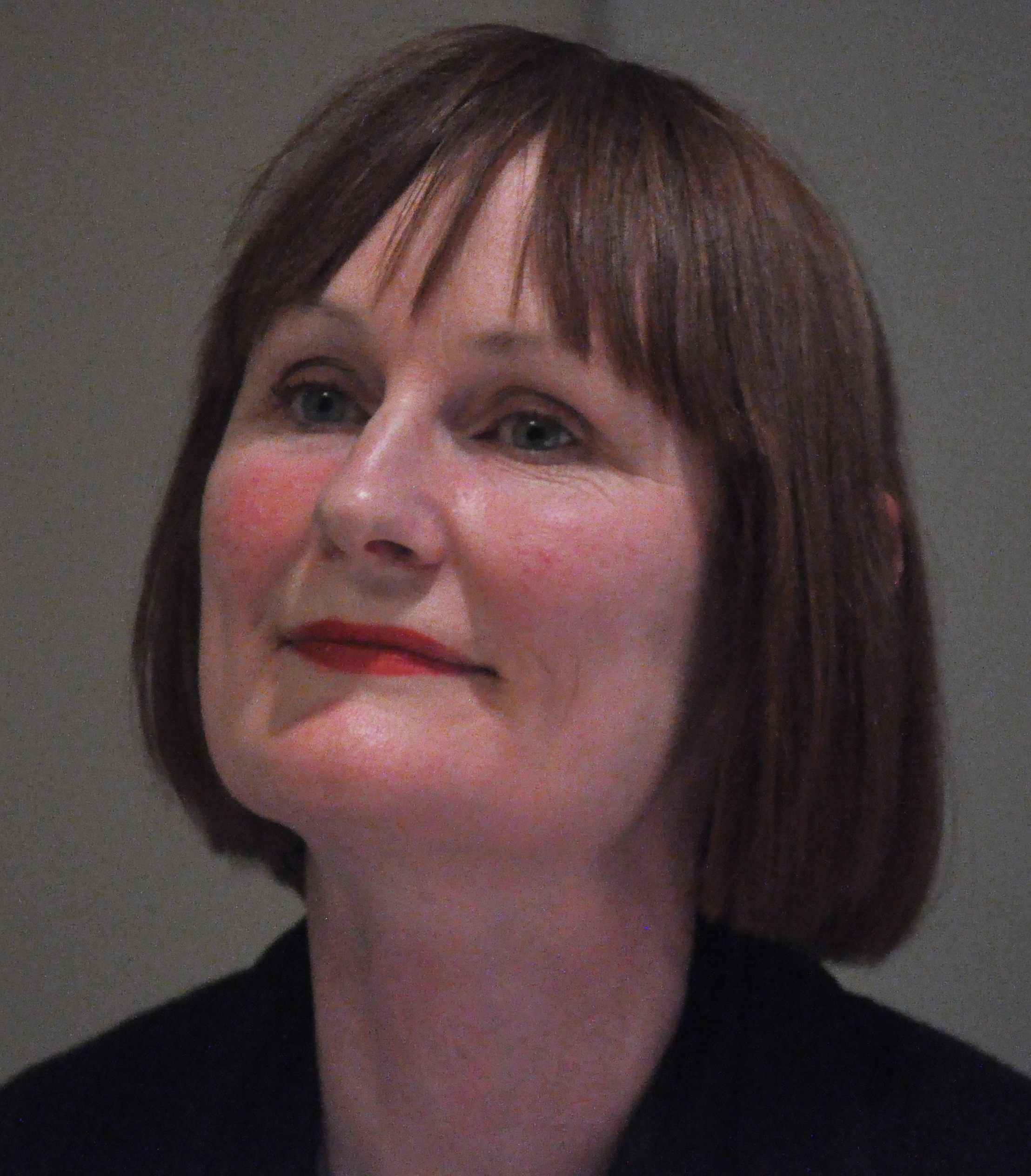
Люси О’Брайен критиковали за то, что она сосредоточилась на дискографии Мадонны, а не на личной жизни

Madonna: Like an Icon вышла 27 августа 2007 года в Великобритании в издательстве Bantam Press. Обложка сделана дизайнером Холли Макдональд (англ. Holly MacDonald) в виде фотографии Мадонны 2002 года, снятой во время премьеры фильма Унесённые. Биография получила смешанные отзывы. Сара Чёрчвелл из The Guardian раскритиковала слишком длинные комментарии по поводу процесса звукозаписи. Она также посчитала, что большее внимание должно было быть уделено личной жизни Мадонны. В качестве примера она привела отношения певицы с Уорреном Битти, о которых много писали в прессе, но в книге они затрагиваются лишь по касательной.
Кен Барнс из USA Today отметил, что основные события жизни Мадонны в книге повторяются. Он похвалил авторский стиль О’Брайен, особенно фрагменты с хроникой смерти матери Мадонны, процесса записи альбомов и подготовки концертных туров. В целом он заключил, что биография выглядит «слишком вторичной»: «Может из-за того, что со времён хита 1983 года — Holiday — и пика в следующем году с „Like a Virgin“ и „Material Girl“, Мадонна, которой сейчас 49, постоянно у нас на виду как немногие другие. Альбомы, туры и видеоклипы тщательно задокументированы, как и её романы и скандалы (от книги Sex до усыновления из Малави)». Лин Барбер из The Daily Telegraph негативно отозвался о книге, посчитав её много худшей, чем «Мадонна. В постели с богиней» от биографа знаменитостей Дж. Рэнди Тараборелли. Как и Чёрчвилл, Барбер не понял, почему столь большое внимание уделено альбомам, а не деталям личной жизни. Рецензент отметил один положительный аспект книги — подробности детства и семьи.
| Страны                  | Дата выхода          | Формат           |
| ----------------------- | -------------------- | ---------------- |
| Соединённое Королевство | 27 августа 2007 года | Твёрдый переплёт |
| Соединённое Королевство | 27 августа 2007 года | Мягкая обложка   |
| США                     | 30 декабря 2008 года | Твёрдый переплёт |
| США                     | 13 октября 2009 года | Kindle           |

| Издательство | Год выхода | Формат                                                                                | Тираж |
| ------------ | ---------- | ------------------------------------------------------------------------------------- | ----- |
| Амфора       | 2009       | Твёрдый переплёт — серия «Дискография» (пер. Маркелова Е.)                            | 5000  |
| Амфора       | 2012       | Твёрдый переплёт — серия «Классические и современные бестселлеры» (пер. Маркелова Е.) | 13052 |